# Suisei Hoshimachi

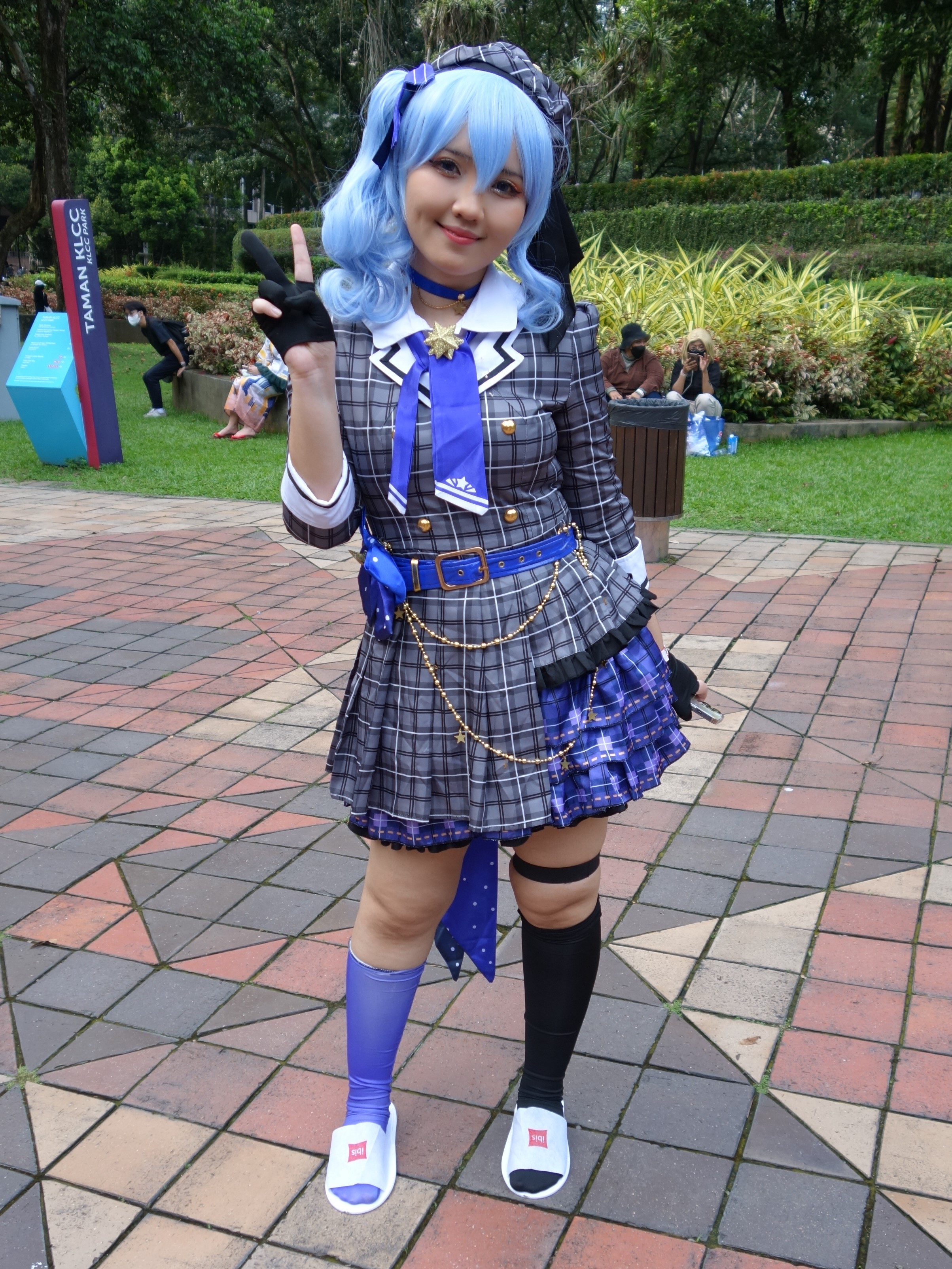
Cosplayerin als Suisei Hoshimachi während der Comic Fiesta, 2022.

Suisei Hoshimachi (星街すいせい Hoshimachi Suisei) ist eine virtuelle YouTuberin und Sängerin, die seit 2019 dem japanischsprachigen Zweig der Agentur Hololive angehört.

## Hintergrund
Ein virtueller YouTuber ist ein Webvideoproduzent, der mittels eines digitalen Avatars, zumeist im Anime-Stil, auf YouTube streamt. Beim Streamen werden die Mimik und Gestik der streamenden Person per Computer erkannt und auf das 2D-Modell des Avatars übertragen und entsprechend animiert.

## Persönlichkeit
Laut Hololive, ihrer Agentur, ist Suisei Hoshimachi eine niemals alternde 18-jährige Webvideoproduzentin, die das Singen und Idols über alles liebt. Ihr größter Traum sei es, eines Tages im Budōkan zu spielen.
Ihr Geburtstag ist der 22. März.

## Aktivitäten als Webvideoproduzent
Suisei Hoshimachi startete ihre Karriere als Webvideoproduzentin im März des Jahres 2018. Anfangs eigenständig aktiv, wurde sie im Laufe des Jahres 2018 Teil der Vtuber-Gruppe S:gnal, ehe Hoshimachi im darauffolgenden Jahr zur Agentur Hololive wechselte.
Ihr YouTube-Kanal, auf welchem sie überwiegend eigene Musikstücke veröffentlicht, umfasst aktuell 640 Videos, besitzt mehr als 1,8 Millionen Abonnenten und mehr als 490 Millionen Kanalaufrufe (Stand: 23. März 2023).
Im Oktober des Jahres 2019 begann sie auch auf der chinesischen Plattform Bilibili Livestreams zu zeigen. Durch ihr erstes Konzert im März des Jahres 2020 stieg ihre Bekanntheit auf der Plattform sprunghaft an. Mitte des gleichen Monats verzeichnete sie über 1000 Mitglieder auf Bilibili, die ein monatliches Abonnement abgeschlossen haben, ca. 700 stießen nach ihrem Konzert hinzu. Damit schaffte sie es als vierte Streamerin überhaupt und gleichzeitig als erste virtuelle YouTuberin diesen Meilenstein zu erreichen.
Im Januar 2020 erreichte Hoshimachi 100.000 Abonnenten. Anfang März gleichen Jahres präsentierte sie in einem Livestreaming-Event vor 55.000 Zuschauern ihr neues 3D-Modell, welches von Yatsurugi entworfen wurde. Der dazugehörige Twitter-Tag trendete kurz darauf weltweit.

## Musikalischer Werdegang
Bereits zu ihrer Zeit als Teil der Gruppe S:gnal veröffentlichte Hoshimachi mit Comet und Tenkyuu, Suisei ha Yoru wo Mataide, welche am 22. März bzw. am 22. November 2018 auf digitaler Ebene veröffentlicht wurden.
Im Mai des Jahres 2019 gab die Agentur Hololive bekannt, mit Suisei Hoshimachi und AKzi zwei neue Talente unter Vertrag genommen zu haben und zunächst bei INoNaKa Music, einem neu gegründeten Label des Unternehmens unterzukommen. Am 28. November gleichen Jahres kündigte Hoshimachi an, endgültig zu Hololive gewechselt zu sein. Diese Meldung wurde am Folgetag von Cover Corp, dem Unternehmen hinter Hololive, bestätigt. Zudem erhielt sie ein neues Live2D-Modell, welches von Animator rariemonn, basierend auf ein Charakterdesign von Teshima Nari.
Ihre erste Single als Mitglied von Hololive erschien im März 2020 unter dem Titel Next Color Planet. Dem folgte die Single Ghost im April des darauffolgenden Jahres. Im Sommer 2021 veröffentlichte sie ihre Singles Comet und Tenkyuu, Suisei ha Yoru wo Mataide erneut. Im September gleichen Jahres erschien ihr Debütalbum Still Still Stellar, welches sie im Juli angekündigt hatte. Das Album schaffte auf Anhieb den Sprung auf Platz sechs der japanischen Albumcharts von Oricon.
Im April 2020 erhielt Suisei eine eigene, wöchentliche Internetradiosendung unter dem Titel Hololive presents Hoshimachi Suisei's MUSIC SPACE, die bis April des Folgejahres auf Nippon Cultural Broadcasting gesendet wurde. Nach dem Ende des Formats startete sie beim selben Sender gemeinsam mit der Synchronsprecherin Azusa Tadokoro das Radioformat Hoshimachi Suisei & Tadokoro Azusa’s Parallel Scramble.
Im März des Jahres 2022 gründete Hoshimachi gemeinsam mit dem Komponisten Taku Inoue das Projekt Midnight Grand Orchestra und veröffentlichten ein Mini-Album unter dem Titel Overture im Juli gleichen Jahres. Im April 2022 war sie als Gastsängerin im Lied CapSule von Mori Calliope zu hören, die mit der Veröffentlichung dieses Liedes ihre Karriere als Major-Sängerin startete.
Im Januar 2023 trat Suisei Hoshimachi als erste virtuelle YouTuberin überhaupt in einer Episode des YouTube-Kanals The First Take auf. Wenige Tage später erschien mit Specter das zweite vollwertige Album, welches im November des Vorjahres angekündigt wurde. Das Album erreichte Platz vier der japanischen Albumcharts.

## Diskografie

### Solo
- 2021: Bluerose/Comet (Digitale EP, Cover Corp)
- 2021: Kakero/Tenkyū, Suisei wa Yoru o Mataide (Digitale EP, Cover Corp)
- 2021: Jibun Katte Dazzling/Bai Bai Reinī (Digitale EP, Cover Corp)
- 2021: Template/Wicked feat. Mori Calliope (Digitale EP, Cover Corp)
- 2021: Still Still Stellar (Album, Cover Corp)
- 2023: Specter (Album, Cover Corp)

### Mit Midnight Grand Orchestra
- 2022: Overture (Mini-Album, Via/Toy’s Factory)
- 2023: Starpeggio (Mini-Album, Via/Toy’s Factory)

### Mit Hololive Idol Project
- 2022: Hololive Summer (Digitale EP, Cover Corp)

### Als Gastmusikerin
- 2022: CapSule (Mori Calliope feat. Suisei Hoshimachi)